# Djibouti i olympiska sommarspelen 2016
Djibouti deltog med sju deltagare vid de olympiska sommarspelen 2016 i Rio de Janeiro. Ingen av landets deltagare erövrade någon medalj.

## Friidrott
Key
- Notera– Placeringar avser endast det specifika heatet.
- Q = Tog sig vidare till nästa omgång
- q = Tog sig vidare till nästa omgång som den snabbaste förloraren eller, i fältgrenarna, genom placering utan att nå kvalgränsen
- NR = Nationellt rekord
- N/A = Omgången fanns inte i grenen
- Bye = Idrottaren behövde inte tävla i omgången

Herrar
Bana och väg
| Idrottare              | Gren                         | Heat     | Heat      | Semifinal        | Semifinal        | Final            | Final            |
| Idrottare              | Gren                         | Resultat | Placering | Resultat         | Placering        | Resultat         | Placering        |
| ---------------------- | ---------------------------- | -------- | --------- | ---------------- | ---------------- | ---------------- | ---------------- |
| Ayanleh Souleiman      | Herrarnas 800 meter          | 1:45,48  | 1 Q       | 1:45,19          | 4                | Gick inte vidare | Gick inte vidare |
| Abdi Waiss Mouhyadin   | Herrarnas 1 500 meter        | DNF      | DNF       | Gick inte vidare | Gick inte vidare | Gick inte vidare | Gick inte vidare |
| Ayanleh Souleiman      | Herrarnas 1 500 meter        | 3:39,25  | 3 Q       | 3:39,46          | 2 Q              | 3:50,29          | 4                |
| Mohamed Ismail Ibrahim | Herrarnas 3 000 meter hinder | 8:53,10  | 12        | i.u.             | i.u.             | Gick inte vidare | Gick inte vidare |
| Mumin Gala             | Herrarnas maraton            | i.u.     | i.u.      | i.u.             | i.u.             | 2:13:04          | 12               |

Damer
Bana och väg
| Idrottare            | Gren                 | Heat     | Heat      | Semifinal        | Semifinal        | Final            | Final            |
| Idrottare            | Gren                 | Resultat | Placering | Resultat         | Placering        | Resultat         | Placering        |
| -------------------- | -------------------- | -------- | --------- | ---------------- | ---------------- | ---------------- | ---------------- |
| Kadra Mohamed Dembil | Damernas 1 500 meter | 4:42,67  | 12        | Gick inte vidare | Gick inte vidare | Gick inte vidare | Gick inte vidare |

## Judo
| Idrottare      | Gren                          | Omgång 1             | Omgång 2              | Omgång 3             | Kvartsfinaler        | Semifinaler          | Återkval             | Final / BM           | Final / BM       |
| Idrottare      | Gren                          | Motståndare Resultat | Motståndare Resultat  | Motståndare Resultat | Motståndare Resultat | Motståndare Resultat | Motståndare Resultat | Motståndare Resultat | Placering        |
| -------------- | ----------------------------- | -------------------- | --------------------- | -------------------- | -------------------- | -------------------- | -------------------- | -------------------- | ---------------- |
| Anass Houssein | Herrarnas halv lättvikt −66kg | Bye                  | Ma Db (CHN) L 000–110 | Gick inte vidare     | Gick inte vidare     | Gick inte vidare     | Gick inte vidare     | Gick inte vidare     | Gick inte vidare |

## Simning
| Idrottare    | Gren                  | Heat  | Heat      | Semifinal        | Semifinal        | Final            | Final            |
| Idrottare    | Gren                  | Tid   | Placering | Tid              | Placering        | Tid              | Placering        |
| ------------ | --------------------- | ----- | --------- | ---------------- | ---------------- | ---------------- | ---------------- |
| Bourhan Abro | Herrarnas 50 m frisim | 27,13 | 74        | Gick inte vidare | Gick inte vidare | Gick inte vidare | Gick inte vidare |